# Nosorożec (film)
Nosorożec (ukr. Nosorih) – ukraińsko-polsko-niemiecki dramat kryminalny z 2021 roku w reżyserii Ołeha Sencowa. 
Światowa premiera filmu odbyła się w ramach 78. MFF w Wenecji.

## Opis fabuły
Fabuła filmu jest oparta na prawdziwych wydarzeniach z lat 90. na Ukrainie. Główny bohater o ksywce Nosorożec trafia do świata przestępczego. Wkracza na krwawą ścieżkę, która zaprowadzi go nie tam, gdzie się spodziewał.

## Produkcja
„Nosorożec” to drugie pełnometrażowe dzieło Ołeha Sencowa. W 2012 roku projekt był już prezentowany na platformie industrialnej Międzynarodowego Festiwalu Filmowego w Sofii, gdzie otrzymał nagrody za najlepszy projekt i pitching. Realizacja została jednak zawieszona w związku z nielegalnym aresztowaniem Sencowa przez rosyjskie służby specjalne w 2014 roku i jego późniejszym uwięzieniem. Po zwolnieniu reżysera w 2019 roku prace nad projektem wznowiono.
W lipcu 2020 roku ukraińska Rada Państwowego Wspierania Kinematografii podjęła decyzję o wsparciu projektu filmowego. Dofinansowanie z Państwowej Agencji Ukrainy ds. Kina (Derżkino) wyniosło 25 mln 100 tys. hrywien, czyli 50% budżetu.
Zdjęcia do „Nosorożca” realizowano w Krzywym Rogu, Lwowie i Kijowie. Zakończyły się w grudniu 2020 roku.
Film jest koprodukcją Ukrainy, Polski oraz Niemiec. Ukraińską stronę reprezentują Arthouse Traffic (producent Denys Iwanow) i Krai Kinema (producent Ołeh Sencow), polską Apple Film Production, a niemiecką Ma.ja.de. Międzynarodowym dystrybutorem filmu jest WestEnd Films.
Film otrzymał wsparcie: Ministerstwa Polityki Informacyjnej Ukrainy, Państwowej Agencji Ukrainy ds. Kina, administrowanego przez Radę Europy funduszu EURIMAGES, Polskiego Instytutu Sztuki Filmowej, niemieckiego funduszu filmowego Medienboard Berlin-Brandenburg. 

## Obsada
| Serhij Filimonow             | Nosorożec               |
| Jewhen Czernikow             | Mężczyzna w samochodzie |
| Jewhen Hryhorjew             | Plus                    |
| Alina Ziewakowa              | Maryna                  |
| Maria Sztofa                 | Siostra nosorożca       |
| Iryna Mak                    | Matka Nosorożca         |
| Serhij Smijan                | Ojciec Nosorożca        |
| Dmytro Łozowski              | Brat Nosorożca          |
| Iwan Tamaszew                | Środkowy Nosorożec      |
| Dmytro Dima                  | Mały Nosorożec          |
| Oleksandr Rudyński           | Rudy                    |
| Jewhen Switłycznyj           | Karaś                   |
| Serhij Majdebura             | Mięso                   |
| Władysław Derduha            | Czaszka                 |
| Heorhij Powołoćki            | Chmura                  |
| Witalij Tiutenko             | Czicza                  |
| Wołodymyr „Adołfycz” Szamraj | Tato                    |

## Ekipa filmowa
- Reżyser, scenarzysta, producent – Ołeh Sencow
- Drugi reżyser – Oleksij Osadczenko
- Producent – Denys Iwanow
- Koproducenci – Dariusz Jabłoński, Wioletta Kamińska, Izabela Wójcik, Heino Deckert, Tina Börner
- Casting – Anastasia Czorna
- Zdjęcia – Bogumił Godfrejów
- Inżynier dźwięku – Patrick Veigel
- Operator dźwięku – Mychajło Nikołajew
- Scenografia – Jurij Grigorowicz, Jörn Lachmann
- Charakteryzacja – Switłana Polikaszkina
- Kostiumy – Kostiantyn Kraweć
- Kompozytor – Andrij Ponomariow